# Myrbacka järnvägsstation

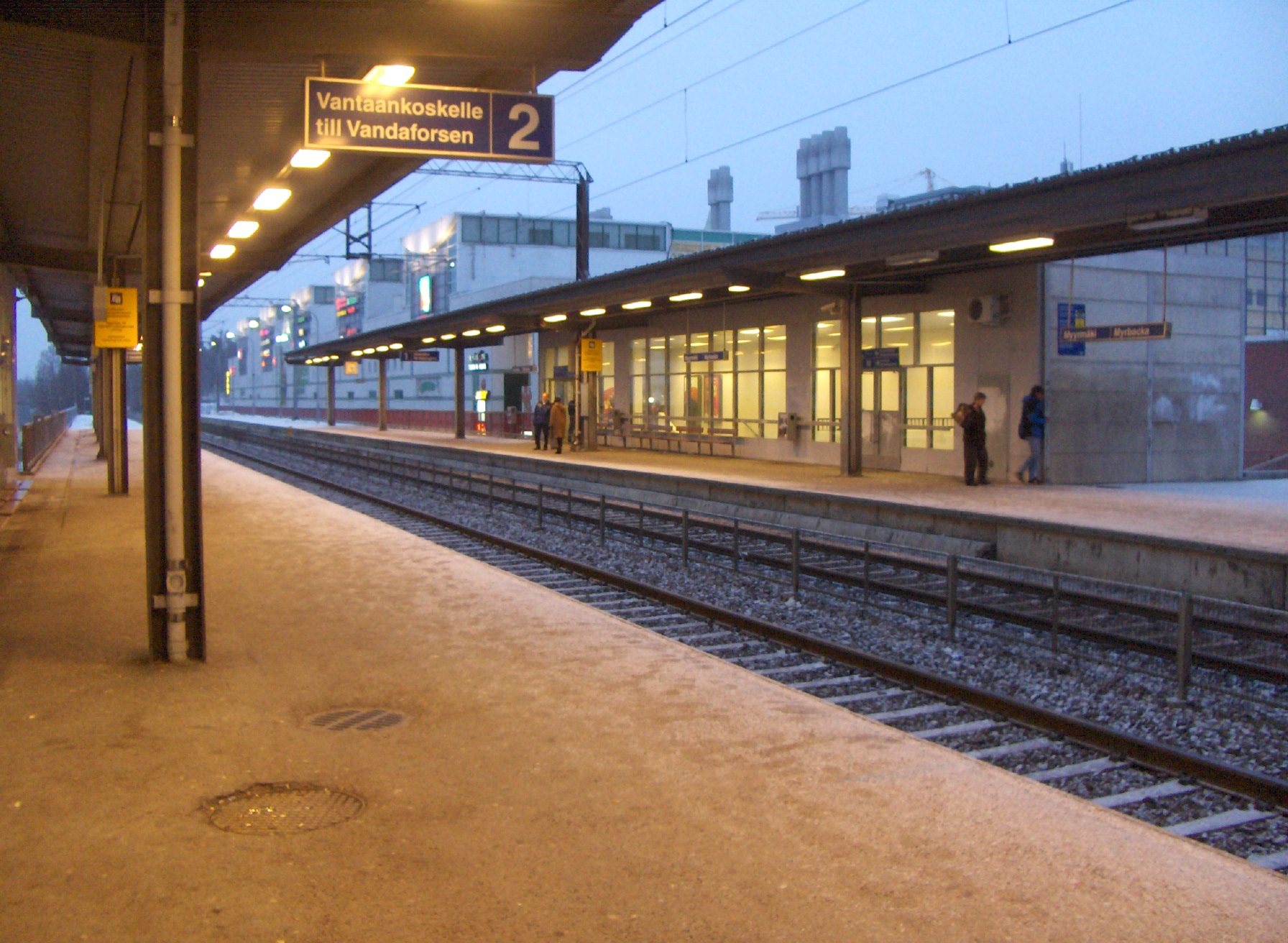
Myrback järnvägsstation i Vanda

Myrbacka järnvägsstation (Myr, finska Myyrmäen rautatieasema) är en järnvägsstation i Vanda i stadsdelen Myrbacka. Den ligger mellan stationerna Malmgård och Klippsta. Avståndet från Helsingfors järnvägsstation är cirka 12 kilometer. Stationen trafikeras av Närtrafik linjerna I och P. Den öppnades 1975.